# Kojtjärnen (Viksjö socken, Ångermanland)
Kojtjärnen är en sjö i Härnösands kommun i Ångermanland och ingår i Gådeåns huvudavrinningsområde.